# محاصره بوداپست
محاصرهٔ بوداپست، پایتخت مجارستان توسط نیروهای اتحاد شوروی همزمان با پایان جنگ جهانی دوم در ۲۹ دسامبر ۱۹۴۴ به وقوع پیوست. ارتش سرخ و ارتش رومانی شهر را که تحت حفاظت نیروهای آلمان نازی و ارتش مجارستان بود، محاصره کردند و بوداپست در ۱۳ فوریهٔ ۱۹۴۵ بدون قید و شرط تسلیم شد.

## پیش‌درآمد
مجارستان در سه سال نبرد با اتحاد جماهیر شوروی متحمل نزدیک به دویست هزار کشته شد. با پیشروی جبهه تا نزدیکی مرز، مجارستان در اوایل سال ۱۹۴۴ آماده خروج از جنگ جهانی دوم بود. با فشار سیاسی در مجارستان برای پایان دادن به نبرد، آلمان پیشاپیش عملیات مارگارته را در ۱۹ مارس ۱۹۴۴ آغاز کرد و وارد مجارستان شد. در اکتبر سال ۱۹۴۴، پس از پیروزی نیروهای متفقین در نرماندی و فالایز، و پس از فروپاشی جبهه شرقی در عملیات باگریشن، میکلوش هورتی، نایب‌السلطنه مجارستان شروع به مذاکره برای تسلیم به نیروهای متفقین کرد. با اطلاع از این مذاکرات، هیتلر عملیات پانتسر فاوست را برای نگاه داشتن مجارستان در سمت نیروهای محور آغاز کرد و هورتی وادار به کناره‌گیری شد. یک دولت دست نشانده نازی به ریاست فرنتس سالاشی از حزب صلیب پیکان جایگزین هورتی شد و تا سقوط بوداپست رهبر ملت و رئیس دولت نازی مجارستان بود.